# Ion Hobana
Ion Hobana, írói álnév, eredeti neve: Aurelian Manta Roșie (Nagyszentmiklós, 1931. január 25. – Bukarest, 2011. február 22.) román tudományos-fantasztikus író, irodalomkritikus, ufológus.

## Élete
Irodalmi pályafutását versek írásával kezdte, amelyeket öt kötetben tett közzé, többek közt Centru înaintaș (1954), Caleidoscop (1958) és Orar de vacanță (1962) címmel jelentek meg. Sfârșitul vacanței című regénye 1960-ban jelent meg, ezt követően szentelte magát kizárólag a tudományos-fantasztikus irodalomnak. Első, e műfajban készített alkotása a Glasul mării című novella volt, amely a Știință și Tehnică című lapban jelent meg 1955-ben. Ezt az Ultimul văl (1957), az Oameni și stele (1963), Un fel de spațiu (1988) és a Timp pentru dragoste (2009) című kötetek követték. 1974-ben elkészítette H. G. Wells A láthatatlan ember című regénye színpadi változatát. Tagja volt a Román Írószövetségnek, a H. G. Wells Társaságnak és több más nemzetközi szervezetnek. 1984-ben Brightonban a World SF nagydíját kapta meg. 
Irodalomkritikusi tevékenysége a tudományos-fantasztikus irodalommal foglalkozott. Doktori disszertációját, Romániában elsőként, a sci-fi műfajából írta. Kitartóan kutatta Jules Verne munkásságát, sok munkáját fordította román nyelvre, illetve több tanulmányt publikált a francia íróról. 2013. november 17-én Dan Alexe újságíró leleplezte, hogy Hobana egy regénye Isaac Asimov egy munkájának plágiuma.

## Válogatott munkái

### Science fiction
- Ultimul val (Editura Tineretului, 1957)
- Caleidoscop (Editura Tineretului, 1958)
- Oameni şi stele (Editura Tineretului, 1963)
- Viitorul a inceput ieri - retrospectiva ancipaţiei franceze (Editura Tineretului, 1966)
- Imaginile posibilului: filmul ştiinţifico-fantastic (Meridiane, 1968)
- Sfârşitul vacanţei (Editura Tineretului, 1969)
- Vârsta de aur a anticipaţiei româneşti (1969)
- Douăzeci de mii de pagini în căutarea lui Jules Verne (Univers, 1979)
- Science fiction. Autori, cărţi, idei I (Editura Eminescu, 1983)
- Literatura de anticipaţie. Autori, cărţi, idei II (1986)
- Un fel de spaţiu (Albatros, 1988)
- Călătorie întreruptă (Cartea Românească, 1989)
- Jules Verne în România? (Editura Fundaţiei Culturale Române, 1993)
- Un englez neliniştit: H. G. Wells şi universul SF (Fahrenheit, 1996)

### Ufológia
- OZN - o sfidare pentru raţiunea umană (Editura Enciclopedică Română, 1971)
- Ufo's in Oost en West (Deventer, 1972)
- Triumful visătorilor (Nemira, 1991)
- Enigme pe cerul istoriei (Abeona, 1993)

## Magyarul megjelent művei
- Emberek és csillagok; ford. Nánási Judit; Ştiinţa şi Tehnica, Bucureşti, 1958 (Tudományos-fantasztikus elbeszélések)
- A szünidő vége; ford. Márton Rákhel; Creanga, Bukarest, 1974
- Néhány gondolat a román science fiction irodalomról (tanulmány, Galaktika 12., 1975)
- UFO-kihívás az értelem ellen (tanulmány, Julien Weverbergh-hel közösen, Galaktika 22., 1976)
- Esti zápor (novella, Galaktika 253., 2011)
- A föld varázsa (novella, A kozmosz hullámhosszán című antológia, Kriterion kiadó, Bukarest, 1970)
- Találkozásom H. G. Wells úrral (novella, Képzeletbeli utazások című antológia, Albatrosz kiadó, Bukarest, 1986)

## Fordítás
- Ez a szócikk részben vagy egészben  az   Ion Hobana című román Wikipédia-szócikk ezen változatának fordításán alapul.  Az eredeti cikk szerkesztőit annak laptörténete sorolja fel. Ez a jelzés csupán a megfogalmazás eredetét és a szerzői jogokat jelzi, nem szolgál a cikkben szereplő információk forrásmegjelöléseként.